# Lista över fiktiva platser i Simpsons
Detta är en lista över fiktiva platser i tv-serien Simpsons.

## Städer
- Bronson, Missouri är en småstad i Missouri. För att komma till Branson, Missouri tar man buss 10.[1]
- Little Neck Falls är en mindre stad i USA där moster Glady avled. Enda kända byggnaden är lokalen för "The Luchy Stiff Funeral Home".[2]
- Mick Ellis Island är en ö Irland där man tar emot immigranter, främst från USA.[3]
- San Glucose är en ö nära Springfield som används för att föra in socker till staden under sockerförbudet.[4]
- Spittle County är en liten by ute på landet och födelseplatsen för The Loggie.[5]
- Springshire är en liten by utanför Springfield som har haft ett berömt tehus.[6]
- Weasel Island är en ö som har en nöjespark och en grotta med vesslor. Ön är en av USA:s tio rundaste öar.[7]

### Barnacle Bay
Barnacle Bay är en ö i New England där Marge semestrade med sin familj i sin barndom. Ön var känd för sin fiskeindustri men efter att fiskarten Yum Yum plötsligt försvann blev hela ön raka motsatsen till det blomstrande paradis det var tidigare. Homer tog med sig familjen dit en gång och gjorde en tur på havet där Homer medverkade som besättning. Efter att han förstört stadens strandpromenad som Homer byggde upp igen, efter att han upptäckt att Marge inte gillade den ön längre, återkom fiskarna. Efter att fiskarna återvänt fick Lisa dem att börja ägna sig åt trädfällning istället för fiske.

### Capital City
Capital City (tidigare Capitol City), är huvudstaden i USA för delstaten North Takoma. Guvernören för delstaten är demokraten Mary Bailey, delstaten är en storstad i likhet med New York

### Cypress Creek
Cypress Creek är en stad för de anställda inom Globex Corporation som har shoppingområdet Cypress Creek Promenade och en stor skog där allt blomstrar och ligger i samma delstat som Springfield. Barnen studerar på Cypress Creek Elementary School. Under produktionen döpte man först staden till Emerald Caverns.

### Dunkilderry
Dunkilderry är en stad i Irland där Abraham Simpson var stationerad under andra världskriget, tillsammans med sin son med familj åkte han tillbaka till staden på 2000-talet.

### Guidopolis
Guidopolis är en stad som har butikerna "Diner, Stolen auto parts, Mook-E-Mart och Guidopolis Savings & Loan".

### Humbleton
Humbleton är en stad i Pennsylvania som är känd för sina porslinfigurer. Ned Flanders flyttade en gång till staden med sina söner, men flyttade sen tillbaka.

### Palm Corners
Palm Corners är en stad i Florida där den berömda alligatorn Captain Jack bor och hjälpte till att grundlägga staden. Domstolsbyggnaden är Six Toe Country Courthouse och i staden ligger hotellet The Royal Fart Inn.

### North Takoma
North Takoma är enligt David Silverman namnet på delstaten i USA där familjen Simpsons bor samt platsen för Springfield och dess huvudstad Capital City. Placeringen av delstaten i är oklart då uppgifter till närhet till andra delstater varierar från varje episod.

### Little Pwagmattasquarmsettport
Little Pwagmattasquarmsettport är enligt Newsweek, USA:s torskhål. Familjen Flanders äger ett strandhus där. Kända butiker är Tern For The Whurst Delicatessen, Beachcomber Barbarer Shop, Li'l Valu-Mart, Teejay's Zaymart, Gull Things Condidered. De har ett allmänt bibliotek och staden ligger vid havet.

### Salsiccia
Salsiccia är en by i Toscanna där Sideshow Bob blev borgmästare och var den enda som kunde engelska i staden. Staden kontrollerars av maffian.

### Shelbyville
Shelbyville är en stad i North Takoma och grannstad till Springfield. Staden grundades av Shelbyville Manhattan under 1796, samma år som Springfield.

### Springfield
Springfield är en stad i North Takoma, där huvudkaraktärerna i Simpsons bor och är staden där den största delen av serien utspelar sig. Stadens invånare antal har uppskattats till 30 720 och grundades av Jebediah Springfield under 1796.

### Ogdenville
Ogdenville är en stad i North Takoma, och ligger 960 km från Springfield. Stadens ursprungsbefolkning kommer från Norge.

### Waverly Hill
Waverly Hill är en stadsdel till Springfield. De flesta lägenheterna i orten har en hyra på över 1 000 dollar. Homer Simpson har haft en lägenhet i Waverly Hill i Royal Waverly. I stadshuset jobbar Sarcastic Man i receptionen.
Lägenheten var på 15,24m2.